# Новокрасулино
Новокрасулино — упразднённая деревня в Барабинском районе Новосибирской области. На момент упразднения входила в состав Зюзинского сельсовета. Исключена из учётных данных в 1987 году.

## География
Деревня располагалась на юго-восточном берегу озера Белое, в 20 км к северо-западу от села Зюзя.

## История
Деревня Ново-Красулино была основана в 1820 году. 
К 1926 год являлось центром Ново-Красулинского сельсовета Казанского района Барабинского округа Сибирского края.
Решением Новосибирского облисполкома от 23.04.1987 г. № 208 деревня исключена из учётных данных.

## Население
По переписи 1926 г. в деревне проживало 565 человек (287 мужчин и 278 женщин), основное население — русские

## Инфраструктура
В 1926 году состояла из 116 хозяйств. В деревне располагалась школа 1-й ступени и маслозавод.